# زاکامنسک
شهر زاکامنسک (به روسی: Закаменск) در کشور روسیه و در جمهوری بوریاتیا واقع شده‌است.